# Lophoptera conspicua
Lophoptera conspicua là một loài bướm đêm trong họ Noctuidae.